# SN 2009kk
SN 2009kk – supernowa typu Ia odkryta 15 października 2009 roku w galaktyce A034944-0315. W momencie odkrycia miała maksymalną jasność 15,50m.